# Бистра (притока Реті)
Би́стра — річка в Україні, в межах Конотопського району  Сумської області. Ліва притока Реті (басейн Десни).

## Опис
Довжина Бистрої — 10 км. Річище слабозвивисте. На річці збудовано 2 греблі.

## Розташування
Бере початок на південний захід від с. Ярового. Тече переважно на північ. Впадає до Реті на північній околиці села Бистрик.